# Алексеева, Елена Петровна
Елена Петровна Алексеева (род. 3 марта 1959, Уфа, Башкирская АССР, РСФСР, СССР) — советский и российский киновед. Кандидат исторических наук (2004). Заслуженный деятель искусств Республики Татарстан (2009).

## Биография
Елена Петровна Алексеева родилась 3 марта 1959 года в Уфе. Окончив уфимскую школу, несколько лет проработала монтажницей негатива на Свердловской киностудии. В 1983 году уехала в Москву и поступила на киноведческий факультет Всесоюзного государственного института кинематографии имени С. А. Герасимова, который окончила в 1988 году по мастерской И. И. Трутко.
Переехав после получения образования в Казань, работала в Государственном комитете Татарской АССР по кинофикации, также была консультантом творческих комиссий в Союзе кинематографистов Татарстана (1989—1997). В тот период печаталась в газете «Советская культура», вела рубрику «Киноэкран недели» в газете «Вечерняя Казань», выступала на татарстанском телевидении, в качестве ответственного редактора сотрудничала с киностудией «Мизгел» при Союзе кинематографистов Татарстана. Также стала автором сценариев и сорежиссёром ряда документальных фильмов, снятых на Казанской студии кинохроники, в числе которых — «Начало пути» (1989, о пребывании В. И. Ульянова-Ленина в Казани), «Мастер» (1990, об И. Г. Халитове), «Свияга-река» (1992), «Болгары» (1993), «Биляр» (1999, в соавторстве с Ф. Ш. Хузиным), «Елабуга» (2004, об М. И. Цветаевой).
В 1997—2008 годах была старшим научным сотрудником Научно-исследовательного института экспериментальной эстетики «Прометей» при Академии наук Республики Татарстан, активно занималась киноведческой работой, выступала с соответствующими докладами на международных и всероссийских научных конференциях. В 2004 году получила учёную степень кандидата исторических наук в области теории и истории культуры, защитив диссертацию «Становление и развитие кинематографа в Казани и Казанской губернии (1897—1917 гг.)». В 2008 году перешла в Казанский университет культуры и искусств, заняв должность заместителя заведующего новообразованной кафедрой кино-видеотворчества Р. Ч. Тухватуллина. В 2010 году после образования деканата кино и телевидения избрана на пост заведующей кафедрой, который занимала до 2014 года, когда был создан Институт кинематографии и телевидения. В 2018 году получила учёное звание доцента. Подготовила ряд кинематографистов, режиссёров, сценаристов и операторов, у которых воспитывает хороший вкус, учит не только смотреть хорошее кино, но и делать его. Ныне занимает пост профессора на факультете театра, кино и телевидения кафедры режиссуры кино и телевидения Казанского государственного института культуры.
Член Союза кинематографистов России (с 2005 года), член Гильдии киноведов и кинокритиков России (с 2007 года), член правления Союза кинематографистов Татарстана (2005—2011 гг.). Также состоит членом художественно-экспертного совета по кино при министерстве культуры Республики Татарстан (с 2006 года), участвует в экспертной оценке проектов местного кинопроизводства. Является автором нескольких книг и множества публикаций по истории кинематографии в Казани, написала ряд статей о татарстанских кинематографистах для Татарской энциклопедии, выступает в прессе на тему татарстанского кино. В 2006 году в качестве автора-составителя подготовила сборник-справочник к 25-летию Союза кинематографистов Татарстана, в котором впервые собрала творческие биографии всех его членов.
В 2007 году на материале кандидатской диссертации выпустила книгу «Развитие и становление кинематографа в Казани и Казанской губернии (1897—1917)», в которой ввела в научный оборот множество ранее не использованных источников, впервые обобщив вопросы возникновения, развития и становления кинематографа в Казани до революции 1917 года. В том же году издан подготовленный Алексеевой сборник документов и материалов «Кинематограф в Казани, 1897—1917 гг.», из которого можно подчерпнуть также немало сведений о дооктябрьском периоде казанского кино. В 2016 году в свет вышла книга «Казань. Кинематограф. Из века в век (1897—2014 гг.)», над которой Алексеева работала в течение 20 лет, предприняв попытку отразить историю развития киноиндустрии в Татарстане от первых кинолент до современности, включая Казанский международный фестиваль мусульманского кино. За эту работу в 2019 и 2022 годах выдвигалась на соискание Государственной премии Республики Татарстан имени Габдуллы Тукая.

## Награды

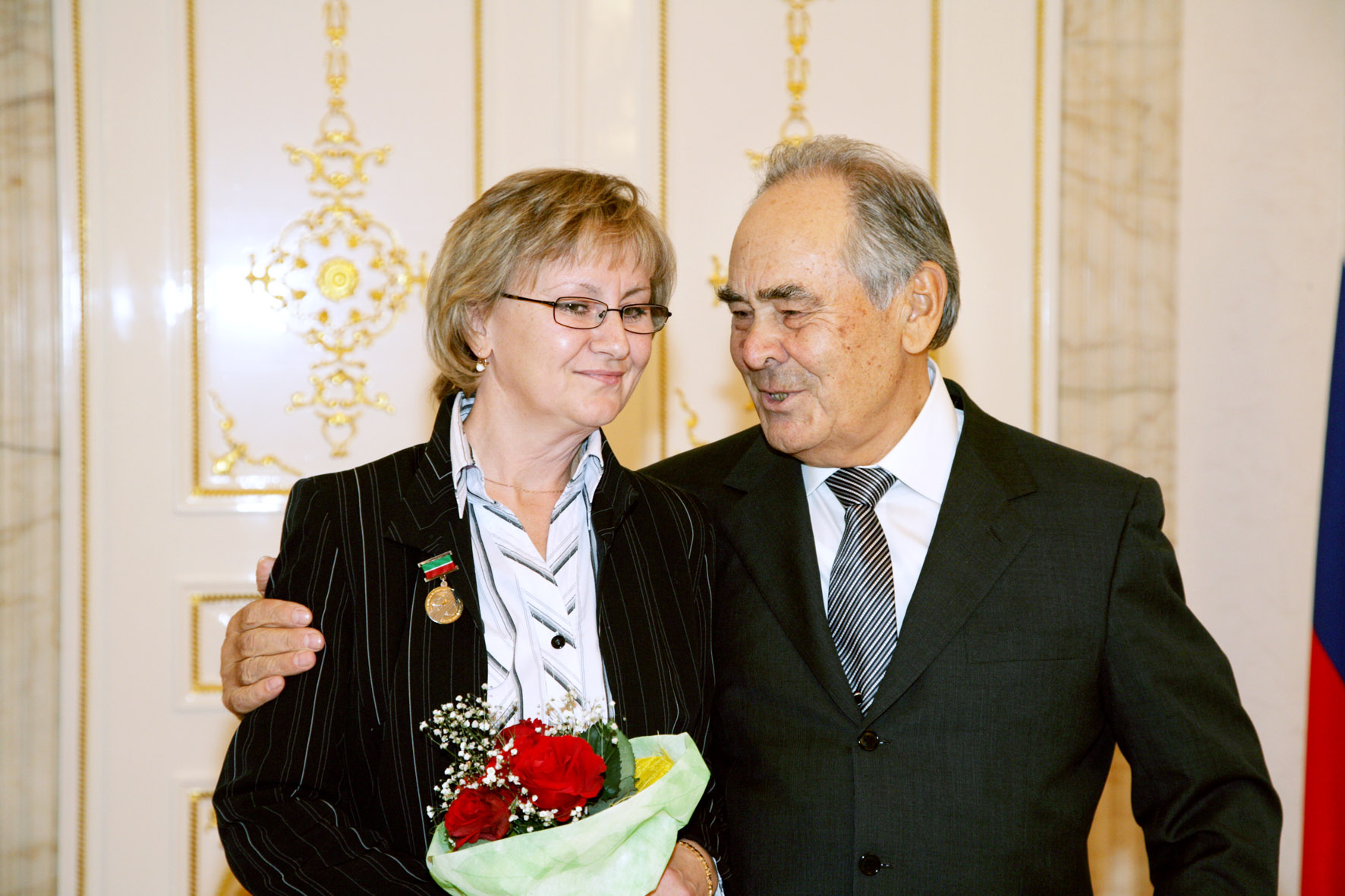
На вручении звания, 2009 год

- Диплом премии «Слон» в области кинокритики и киноведения (2008 год) — за книги «Развитие и становление кинематографа в Казани и Казанской губернии (1897—1917)» и «Кинематограф в Казани. 1897—1917. Сборник документов и материалов»[21].
- Почётное звание «Заслуженный деятель искусств Республики Татарстан» (2009 год)[1].
- Нагрудный знак «За достижения в культуре» министерства культуры Республики Татарстан (2014 год)[2].
- Диплом премии «Слон» в области кинокритики и киноведения (2016 год) — за книгу «Казань. Кинематограф. Из века в век (1897—2014)»[21].
- Диплом Казанского международного фестиваля мусульманского кино (2017, 2021 гг.) — за вклад в развитие кинематографии Республики Татарстан[22][23].